# 우바새오계위의경
《우바새오계위의경》(優婆塞五戒威儀經, 우파새오계위의경, K.536, T.1503)은 남자 불교 신도(우바새)가 지켜야 할 계율을 정리한 대승불교의 불경이다.
《오계위의경》(五戒威儀經), 《우바새오계의경》(優婆塞五戒儀經), 《보살우바새오계위의경》(菩薩優婆塞五戒威儀經)이라고도 부른다.